# Mitoura sweadneri
Mitoura sweadneri är en fjärilsart som beskrevs av Ralph L. Chermock 1944. Mitoura sweadneri ingår i släktet Mitoura och familjen juvelvingar. Inga underarter finns listade i Catalogue of Life.